# Martin Vingaard
Martin Vingaard Hansen (Odense, 20 maart 1985) is een professioneel voetballer uit Denemarken, die speelt als aanvaller. Hij staat sinds 2013 onder contract bij FC Nordsjælland.

## Interlandcarrière
Vingaard kwam in totaal negen keer (één doelpunt) uit voor de nationale ploeg van Denemarken in de periode 2008–2010. Onder leiding van bondscoach Morten Olsen maakte hij zijn debuut op 29 mei 2008 in de vriendschappelijke wedstrijd tegen Nederland (1-1) in Eindhoven, net als Anders Christensen (Odense BK). Hij viel in dat duel na 76 minuten in voor Kenneth Pérez.

## Erelijst
FC Kopenhagen
- Superligaen

2009, 2010, 2011, 2013
- Beker van Denemarken

2009, 2012